# National Institute of Standards and Technology

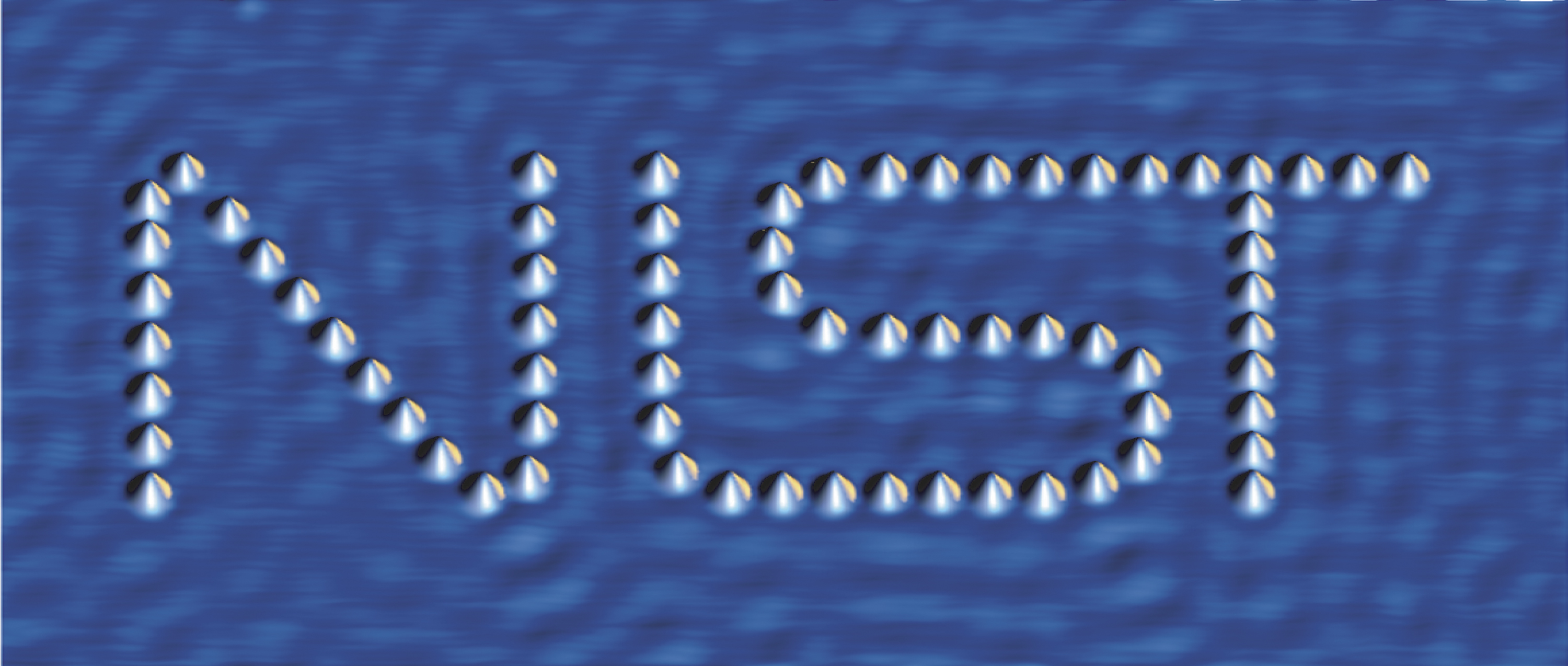
A NIST 40 nanométer széles logója kobaltatomokból kirakva, réz felületen

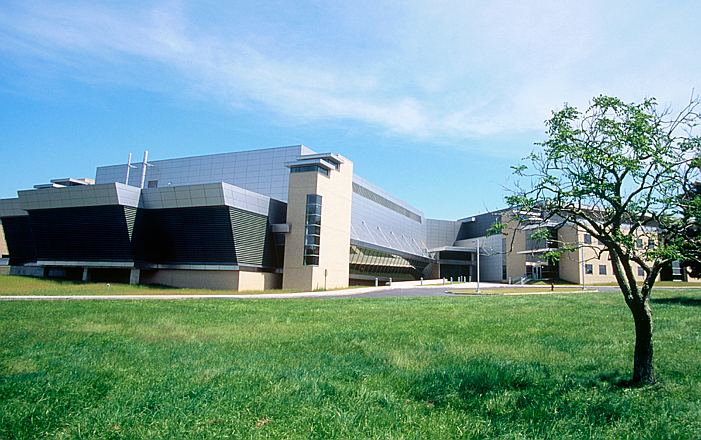
Az Advanced Measurement Laboratory (AML) épülete (Gaitherburg, MD, 2004)

A National Institute of Standards and Technology (magyarul: Nemzeti Szabványügyi és Technológiai Intézet, rövidítve: NIST) az Amerikai Egyesült Államok első fizikai, kísérleti laboratóriuma, amit 1901. március 3-án hoztak létre National Bureau of Standards (Nemzeti Szabványügyi Hivatal) néven.

## Feladatai
A NIST az Amerikai Egyesült Államok Kereskedelmi Minisztériumának állami felügyelete alá tartozó költségvetési intézmény. Feladata a súlyok és mértékek fenntartása, azok rendszeres kalibrálása a BIPM központjában, és az így kalibrált etalonokkal az országos igényeknek megfelelő mértéktanúsítások elvégzése. Munkatársai együttműködnek az Általános Súly- és Mértékügyi Konferenciák munkájában és a tanácsadó testületek tevékenységében. Tagja a törvényes mérésügyi szervezetnek. A NIST a felelősségi és kapcsolati hierarchiában:
alárendeltje a Kereskedelmi Minisztériumnak, a mértékek és hitelesítési feladatok tekintetében a BIPM-nek; szabványosítási feladatok tekintetében az ISO-nak.
egyenrangú szervezete a többi ország méréstechnikai intézetének (abban az értelemben, ahogyan azok tagjai a nemzetközi Méteregyezménynek).
fölérendelt szerepet tölt be az Amerikai Egyesült Államok szabványosítási struktúrájában. Az Egyesült Államok szabványosítási struktúrája hasonlatos ahhoz, ahogyan Magyarországon az ágazati szabványosítás rendszerét szervezték és működtették. A legfontosabb ezek között az ANSI, amelyet a privát szféra hozott létre, de kormányzati kapcsolatokkal is rendelkezik. Az Egyesült Államokban a szabványosítást elsőrendű feladatként kezelik.
A NIST feladata nagy erőforrás-igényű tudományos alapkutatások végzése, ebben a tekintetben egyenrangú társa (és vetélytársa) a többi ország központi méréstechnikai kutatóintézetének (PTB, NPL, METAS Laboratoire national de métrologie et dessais stb., és a Magyar Kereskedelmi Engedélyezési Hivatal). Ezek lekérdezhetőek a BIPM honlapjáról. Fizika laboratóriuma (Physical Measurment Laboratory) alapkutatásokkal és alkalmazott kutatásokkal foglalkozik.
Feladatai közé tartozik ösztöndíjas kutatási lehetőségeket nyújtani fiatal kutatók számára. Feladata a nyilvánosság tájékoztatása a mérésügyet érintő közismereti témákban, tanfolyamokat és rendezvényeket szervez. A kutatási eredményeket neves folyóiratokban publikálják, és nyilvánosságra hozzák többféle módon, így az interneten is. A publikációk egy része csak előfizetés ellenében olvasható.
Feladatai közé tartozik a metrikus mértékegységrendszer bevezetése (angol szóval metrication). Ennek eredményeképp a műszaki és tudományos közlemények már a méterrendszerben jelennek meg – eltérően a hétköznapi élettől.
Szabványok, mérési eljárások kidolgozása, ellenőrzése, pontosidő szolgáltatás az Amerikai Egyesült Államok területén.

## Története

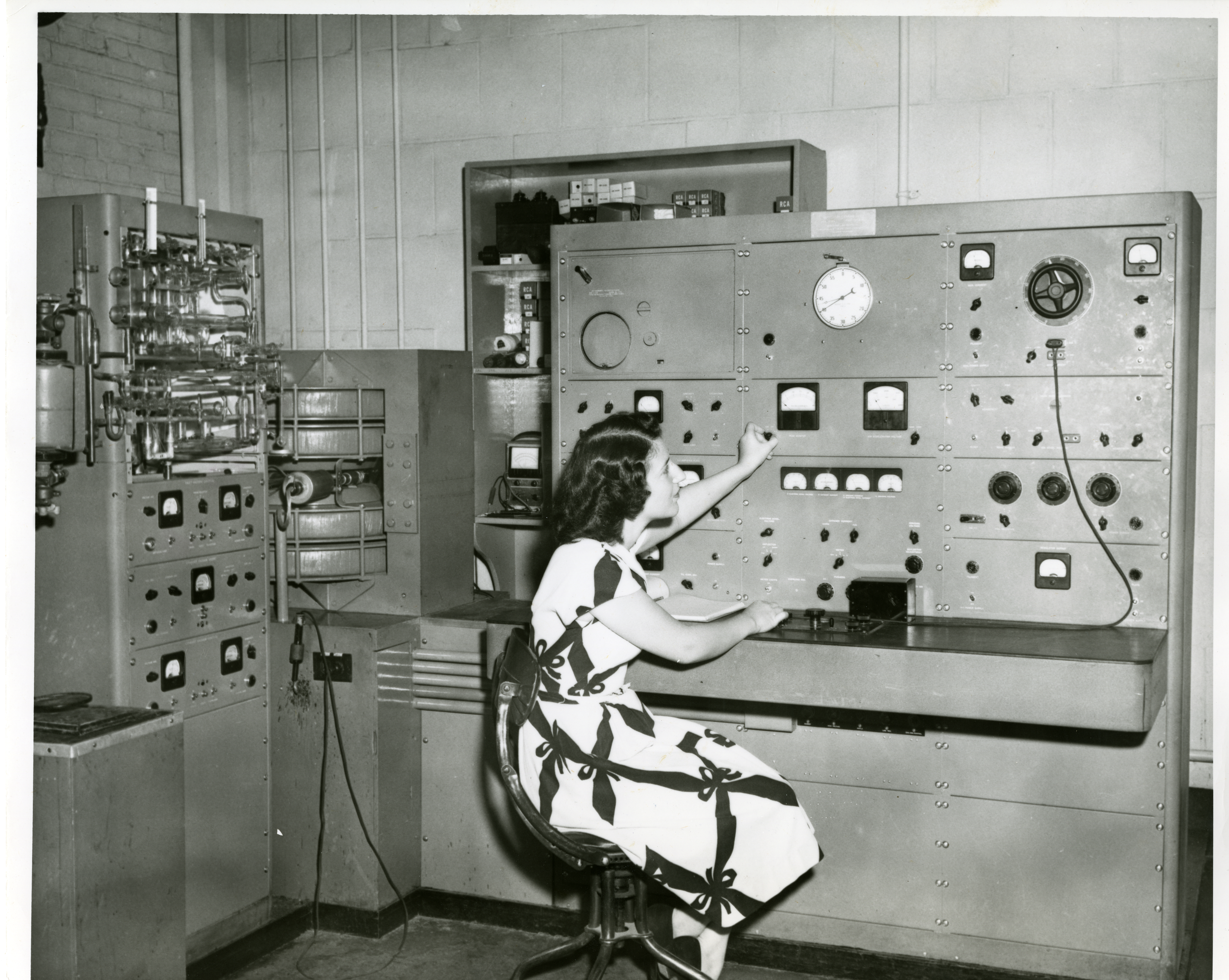
A NIST korai tömegspektrométere (1948)

### Megnevezése
A hivatalnak az idők során többször változott a megnevezése. Az eredeti, National Bureau of Standards nevet 1903-ban megváltoztatták Bureau of Standards („szabványiroda”) névre. 1934-ben a „national” (am. „nemzeti”) visszakerült a névbe. Több mint 50 éven át National Bureau of Standards (NBS) volt a megnevezése. 1988-ban a National Institute of Standards and Technology (NIST) nevet kapta.

### Szabványok és az ipar
Már az alapítása előtt felismerték, hogy egy iparilag fejlett országnak szüksége van ipari szabványokra. Akkoriban nyolc különböző, „hivatalos” gallon űrmérték volt definiálva. A növekedésnek indult elektromos iparnak szüksége volt mérőműszerekre, és a szabványok hiánya gyakran pereskedésekhez vezetett. Az USA ekkor már rendelkezett egy szabványokkal foglalkozó hivatallal, ami súlyok mérésének szabványosításával foglalkozott. Az első erőfeszítések a szabványos súlymérések létrehozására már az 1830-as években megtörténtek, amikor Ferdinand Rudolph Hassler, svájci mérnök, aki kivándorolt az USA-ba, (nem hivatalosan) a súlyok és egyéb mértékek felügyelője lett. Az iroda ekkor még csak néhány alkalmazottat foglalkoztatott. Sokan úgy gondolták, hogy az iparnak nincs szüksége felügyeleti kormányszervre, ami beleszól a szabad, piaci fejlődésbe. Vezető tudósok és gyáriparosok párbeszédében, az amerikai kongresszus támogatásával szükségesnek találták az ipari szabványok létrehozását, azok pontos mérését és felügyeletét.
A NIST eredetileg az államkincstár alá tartozott, majd átkerült a kereskedelmi és munkaügyi minisztérium alá, majd pedig kétfelé osztották. Az intézet a Kereskedelmi Minisztérium alá került, ahová ma is tartozik. Samuel W. Stratton, a Chicagói Egyetem fizikaprofesszora lett az első igazgató, és az maradt 21 évig.
Az intézetnek ekkor 12 alkalmazottja volt. Néhány évnyi ideiglenes elhelyezés után a washingtoni Connecticut Avenue alá költöztek, néhány kilométerre a Fehér Háztól. A tudományos és a technológiai programok a nulláról indultak. Az elektromos mérések szabványainak kidolgozása után az intézet gyorsan létrehozott a hosszúság, a hőmérséklet, a fény, az idő és a tömeg mérésére szolgáló eljárásokat és szabványokat. Foglalkoztak az iparban és a kereskedelemben a biztonság kérdéseivel is. Több száz szabványos mintát hoztak létre, amiket az iparban minőségbiztosításra lehetett alkalmazni. Az alaptudományokban egyre pontosabb mérőeszközöket hoztak létre, mérési technikákat dolgoztak ki és fejlesztettek tovább. Teljesen új szabványok is megjelentek, például a hang, a frekvencia és a sugárzás mérésének területén.
A szabványosítás iránti igény drámaian megnőtt 1904-ben, amikor Baltimore-ban 1500 ház leégett, mert a tűzcsapok csatlakozói nem voltak szabványosak és a tűzoltók nem tudtak hozzájuk csatlakozni, hogy a tüzeket eloltsák. Hiába érkeztek tűzoltókocsik Washingtonból és a távolabbi New Yorkból is, az eltérő kialakítású tűzcsapok számukra használhatatlanok voltak. A NIST felmérése szerint tűzcsapokból akkoriban 600(!) eltérő méret és változat volt forgalomban. A szerencsétlenség után a NIST szabványt dolgozott ki a tűzcsapok méretére és csatlakozására vonatkozóan.

### Az ipari korszak
Az intézet pontosította az elektromos alapmennyiségeket (amper, ohm, volt), és támogatta ezek nemzetközi újradefiniálását. Tanulmányozták a föld alatti gáz- és vízvezetékek korrózióját, amit a bennük folyó elektromos áram okoz és közel húsz javaslatot tettek a káros hatások minimalizálására.
A NIST kormányzati felkérésre izzók kivizsgálásába kezdett, amik hamar kiégtek, ezért a kormány évente 1 milliót vásárolt belőlük. A vizsgálat kiderítette, hogy az izzók sem a gyártók specifikációinak, sem a szövetségi előírásoknak nem feleltek meg.
Az intézet gyakorlatilag mindenféle anyagot vizsgált, a Washington emlékmű liftkábelétől kezdve a kormány nyomtatási irodájában használt tintáig. A 20. század elején több ezer vonatbaleset történt az USA-ban kisiklás következtében, amit eltört sínek, vonatkerekek, tengelyek okoztak, ezért a vasutaknál felhasznált anyagok vizsgálatával is foglalkoztak. 1912 és 1923 között a NIST kémiai, mikroszkopikus és mechanikai teszteket végzett a szóban forgó anyagokon és a készítésüknél használt összetevőkön. Az intézet megállapította, hogy az acélipar nem hozott létre egységes gyakorlatot a sínek és vonatkerekek gyártására. 1930-ra, amikor a NIST segítségével módosították és standardizálták a gyártás során felhasznált anyagokat és eljárásokat, a hasonló balesetek száma 2/3-ával csökkent. Mivel az anyagvizsgálat nem volt elválasztható a létrehozó folyamatoktól, a NIST a kísérletekhez használható gyáregységeket kapott a gyártások feltételeinek tanulmányozására. Ez különösen hasznosnak bizonyult az első világháború során, ami 1914-ben kezdődött Európában. A NIST különféle (elsősorban fém) anyagok vizsgálatára kapott felkérést a katonaságtól. 1917-re az intézet átlagosan minden húsz percben újabb katonai felkérést teljesített.
A NIST az amerikai repülés korszerűsítésében is szerepet vállalt. Tíz évvel a Wright fivérek 1903-as úttörő repülése után az amerikai légierő csak néhány tucat repülőgéppel rendelkezett, amik az európai normák szerint elavultnak számítottak. Sokféle repülési műszer került az intézetbe vizsgálat céljából, amik közül sokat módosítottak a hadsereg igényeinek megfelelően. Ezek közé tartozott a repülőgépek hajtóanyagainak vizsgálata, amik számszerű tesztelését ekkor végezték először. Aerodinamikai vizsgálatokat is végeztek, ezért szélcsatornát építettek. Ebben 2,7 méter átmérőjű légcsavar dolgozott. Itt tesztelték a légsebesség-mérőket, a szélnyomás hatását és egyéb műszereket.
Az első világháború előtt és után a NIST rengeteg alapkutatást végzett, amik fizikai mennyiségek állandóinak meghatározására vonatkozott. Ezek közül egyesek a tudomány számára voltak fontosak, másokat az ipar közvetlenül felhasznált (például a hűtőgépgyártókat érdekelte a jég fajhője). A háború végére világossá vált, hogy a tudományos módszerek alkalmazása az ipar technológiai fejlődésére is pozitív hatással van, továbbá, hogy az alapkutatások hosszútávú hatással járnak. A gyárak növelték saját tudományos személyzetük létszámát.
Az alapítása óta eltelt két évtized során a NIST nemzetközi megbecsülést szerzett magának a szabványok, a fizikai mérések és tesztelési módszerek kidolgozása során.

### A dinamikus húszas évek
Az Egyesült Államok az első világháború után gazdag és erőteljes országgá vált. Az élet megváltozott az 1920-as években az első transzatlanti telefonhívással, a hangosfilmmel, az autó elterjedésével és a penicillin felfedezésével. Akkoriban Amerikában hirtelen minden lakásnak lett rádiója. A rádió a NIST falai között a kezdetektől kutatási téma volt, mivel az amerikai hadsereg és a haditengerészet is igényelte a vezetéknélküli összeköttetés lehetőségét. Az 1920-as évek végére több száz rádióállomás működött és közel 10 millió vevőkészülék volt magánkézben. Ezek között jó néhány saját készítésű volt, amit a NIST útmutatásai alapján lelkes amatőrök készítettek. Az intézet készítette az első váltakozó árammal működő rádió-vevőkészüléket 1922-ben (az akkori készülékek kizárólag egyenárammal működtek és teleppel táplálták meg őket). Még évek teltek el, mire a hasonló működésű készülékek a kereskedelemben kaphatók lettek. Az intézet segítette a vonatok rádiós technikusainak képzését egy összefoglaló kiadvánnyal, amiről Thomas Edison ezt nyilatkozta: „A legnagyszerűbb könyv, amit a témában olvastam”.
Az 1920-as években az építőipar és az autóipar rohamos fejlődésnek indult. A NIST a csőhálózat kialakítására szabványt dolgozott ki. Az Underwriters Laboratories és a National Fire Protection Association (nemzeti tűzvédelmi szervezet) segítségével tesztelési eljárást dolgoztak ki az épületek tűzállóságának megállapítására.
Az autóiparban fontos kérdéssé vált az üzemanyag-felhasználás, amivel kapcsolatban az intézet azt nyilatkozta, hogy a belső előállítás mindössze tíz évre elegendő, ezért az intézet kisebb üzemanyag-felhasználású motorok kialakítására tett javaslatot a motorok jellemzőinek vizsgálata után. Megállapították a biztonságos haladási sebességet, vizsgálták a fékeket és az autóvezetők reakcióidejét is.
1921-ben Madame Curie elutazott az Egyesült Államokba, mert a kutatásaihoz szükséges rádium annyira drága lett, hogy nem tudott elegendőt szerezni, ezért az amerikai nők gyűjtést szerveztek számára. Az általuk megvásárolt 1 gramm rádiumot a NIST bevizsgálta és hivatalos iratban igazolta tisztaságát és radioaktivitását. Az anyagot személyesen Warren Harding amerikai elnök adta át Madame Curie-nek.
A meglévő kereskedelmi termékek minőségének javítása mellett a NIST új iparágak létrehozását is segítette. Például amikor a német nádcukor és répacukor források elérhetetlenekké váltak, az intézet tudósai kukoricából állítottak elő ritka cukrokat szabványosítás és tesztelés céljából. Keresték a költségek csökkentésének módját is, ennek során kifejlesztettek egy eljárást, ami nagy mértékű gyártásra is alkalmas volt, kémiailag tiszta, alacsony költségű dextróz előállítására. A cukorral kapcsolatos kutatások mellékes eredménye volt a folyamat során keletkezett melléktermékek hasznosítási módja. Az újrahasznosítás egyik korai példája az az anyag, amit a NIST fejlesztett ki, ezzel falat és hőszigetelő lapokat lehetett készíteni, ennek alapanyaga kukoricaszár volt.
Az 1920-as évekre a NIST szabványait hivatalos szabványoknak fogadták el, amik közel 40 különféle kormányzati előírást egységesítettek. Ezek között voltak olyan termékek, mint a tűzcsapok, az autógumik, vagy a cipőkhöz használt bőr. Lecsökkentették az addig használt 49-féle tejesüveg kivitelt kilencre. Az amerikai ipar több tízmillió dollárt takarított meg ezekkel az egyszerűsítésekkel. A szabványok alkalmazása az izzólámpák árát 1,30 dollárról 16 centre csökkentette.

### A gazdasági összeomlás
Ekkor következett az 1929-es tőzsdei összeomlás, ami az ipari termelés nagy mértékű visszaesésével járt. 1932-re az USA munkanélküli rátája majdnem elérte a potenciális munkaerő 25%-át. Az autóeladások visszaestek, az éjszakai klubok bezártak. A NIST kutatási költségvetését alaposan megnyirbálták, létszámát lecsökkentették. A kutatók közül azonban sokan a kényszerszabadsággal szemben azt választották, hogy ingyen dolgoznak. Mivel az ipar ezekben az években kevesebb igénnyel kereste meg a NIST-et (és általában a kutatólaboratóriumokat), ez az időszak a tudományos konferenciák, a laboratóriumok összehasonlítása, az adatok és eszközök cseréje ideje volt. Például ekkoriban sikerült megegyezésre jutni az inch és a milliméter váltószámáról a Nagy-Britannia és az USA között, ezzel megkönnyítették az amerikai exportőrök elfogadottságát Angliában.
Az ipari kutatások visszaesése ellenére sok alapvető vizsgálat folytatódott ezekben az években, például a fénytechnikai egységek fejlesztése, a sugárzások kutatása és a spektrálanalízis. Ez a munka az ipar és a tudomány számára is hasznos volt. Ugyanakkor néhány kutatás leállt; állandó vita volt arról az intézeten belül, hogy milyen irányú kutatásokat folytassanak, és miket hagyjanak abba. De folytatódott az ismeretlen területek „feltérképezése”. A rádió és az repüléstan területén az 1920-as években elért haladás világszerte további kutatásokhoz vezetett az 1930-as években. Köztük volt az Antarktisz kutatása és a magaslégköri léggömbök felbocsátása a sztratoszférába, amit a National Geographic Society szponzorált. A NIST 1936-ban a Szovjetunió területéről első ízben fényképezett le teljes napfogyatkozást természetes színekkel, amihez saját készítésű fényképezőgépet és lencséket használtak. Ekkoriban már a precíziós mérésekhez fényhullámokat kezdtek használni. A spektroszkópiában elért nemzetközi megállapodásoknak köszönhetően a NIST kifejlesztett egy módszert a kadmium és a kripton hullámhosszának alkalmazására, amivel a hosszmérésekben az addigiaknál háromszor pontosabb eredményt értek el.
A NIST a kriogén laboratóriumában megerősítette a deutérium (más néven: nehézhidrogén) létezését, ezzel megkezdte a Nobel-díjas kutatásokban való közreműködést. A hidrogénnek ezt az izotópját egy vendég kutató fedezte fel, aki ennek következtében kémiai Nobel-díjat kapott. A NIST tudósai választották szét az izotópokat. Ők a deutériumtól azt várták, hogy a kutatások vagy a gyakorlati élet szempontjából hasznos lesz (például neonvilágítás céljára), és nem voltak tudatában annak, hogy később ez az elem kulcsszerepet játszik majd az atombomba előállításában.
1939-ben előfordult, hogy mindössze három nap alatt az intézet 800 levelet kapott, amikben műszaki információkat kértek, hasonló számban futottak be telefonhívások; 459 levélben kértek publikálási lehetőséget és 429 személyes megkeresés volt tudományos vagy műszaki információkat kérve.
A tudomány és a technológia elsődleges fontosságúvá vált a második világháború kitörésével.

### A második világháború
Nem sokkal a háború kitörése előtt a tudósok felfedezték, hogy ha urán atomokat neutronokkal bombáznak, fel tudják hasítani az atommagot, és a folyamat során hatalmas energia szabadul fel. Attól félve, hogy a németek elsőként alkalmazzák a felfedezést a gyakorlatban, Albert Einstein Szilárd Leóval közösen levelet küldött az Egyesült Államok elnökének, Franklin Rooseveltnek, amiben elmagyarázták a kísérletek fontosságát és azt, hogy az Egyesült Államoknak kellene az elsőnek lennie ebben a versenyben. A levelet az elnök hamarosan megkapta, miután Németország megtámadta Lengyelországot és ezzel kitört a háború.
Roosevelt elnök konzultált a NIST igazgatójával, Lyman J. Briggs-szel, aki hivatalosan is a főtanácsadója volt tudományos kérdésekben, majd egy tanácskozó testületet hozott létre, aminek Briggs lett az elnöke. A testület feladata az uránhasadás vizsgálata volt. Jelentésükben megállapították, hogy a folyamat nagy energiafelszabadulással jár, ezért újfajta robbanóanyag lehet belőle, de tengeralattjárók meghajtására is felhasználható. 1940 elején megindult az első pénzügyi támogatás az atombomba kutatására. Bár sok egyetem tudósai vizsgálták a problémát, a NIST kutatói is fontos alapkutatást végeztek ebben a témában. Az intézet az urán tulajdonságainak meghatározásával foglalkozott. Eljárást dolgoztak ki az urán szennyeződéseinek eltávolítására. A fejlesztés és a kutatás katonai feladattá vált, amit átvett a Manhattan projekt. Az atombombára vonatkozó kutatások titkosak voltak.
1940-re (mielőtt az Egyesült Államok hivatalosan belépett a második világháborúba) a NIST olyan sok bizalmas projekttel foglalkozott, hogy Briggs felhatalmazást kapott az épületek között haladó utca lezárására a közforgalom elől, és mindenfelé kerítéseket emeltek. 1943-ra a teljes kutatógárda hadi kutatásokkal foglalkozott. Mérőeszközöket kalibráltak; kvarckristályokat teszteltek, amiket rádiós eszközökben alkalmaztak; a lőszerektől kezdve a gyufákig bevonatokkal foglalkoztak; új fémötvözeteket fejlesztettek ki; harci repülőgépek számára szénmonoxid-érzékelőt hoztak létre; új műanyagtermékeket és textileket vizsgáltak be. A kutatók különleges papírt állítottak elő a hadi térképek számára, amik erős igénybevételnek voltak kitéve (később hasonló módon az amerikai papírpénzhez is különleges papírt terveztek). A háborús igények a NIST-et az egyre fontosabbá váló elektronika felé terelték. Létrejött a nyomtatott áramkör, amivel a helyigényes huzalozást lehetett kiváltani kisebb helyen, továbbá az áramkörök előállítása és sorozatgyártása ezáltal részben gépesíthető volt. Kiváltható volt a hagyományos (és helyigényes) elektromos ellenállás és tekercs. Ezek a kutatások az elektronika miniatürizálása felé nyitottak utat, amihez az intézet mérési adatokat és műszaki leírásokat szolgáltatott. A NIST többek között olyan nyomtatót is létrehozott, amivel nyomtatott áramkört lehetett nyomtatni sima, vagy akár hengeres felületre is.
A háború alatt és után egyre több hivatalos személy ismerte fel az alapkutatások támogatásának fontosságát, amik később hasznos iparcikkekhez vezettek. Ebben az időszakban a kutatási költségek megemelkedtek, így a kormányzati támogatás létfontosságú volt. A NIST kulcsszerepet játszott a tudományos forradalomban több más, új kormányzati kutatóintézettel közösen. Ezek között volt az Office of Naval Research („tengerészeti kutatások hivatala”) és a National Science Foundation („nemzeti kutatási alapítvány”).

### A háború utáni évek
A háború véget ért 1945-ben. Az amerikaiak ekkor az árak hirtelen emelkedésével szembesültek, sztrájkok kezdődtek, hiány volt élelmiszerből, autóból és házakból. De a helyzet gyorsan javult, ahogy a terjeszkedő ipar a hiányok pótlására vetette magát. A háborús veteránok alacsony kamatozású kölcsönt kaptak ház vásárlására, aminek következtében fellendült a lakásépítés és a születések száma. Új technológiák jelentek meg a piacon, mint a tranzisztor vagy a sugárhajtású repülőgép, amik további lökést adtak a gazdaságnak s átformálták a mindennapi életet.
Amerikában a következő külső fenyegetést a kommunizmusban látták. A hidegháború kifejezés először 1947-ben jelent meg. Két évvel később a Szovjetunió atombombát robbantott. 1950-ben a kommunista Észak-Korea megtámadta Dél-Koreát. Az Egyesült Államok részvétele ebben a konfliktusban megalapozta a tudományos kutatások támogatását. A nemzetvédelmi projektek számára a NIST újabb eszközöket igényelt, például elektronmikroszkópot (a fémkohászati és elektronoptikai vizsgálatokhoz); tömegspektrométert az atommagok tömegének méréséhez; és egy ultrahang laboratóriumot, ahol később az ultrahang hatását vizsgálták gázokra és folyadékokra.
A haditengerészettel közösen kifejlesztett víz alatti sebességmérő általánosan használt műszerré vált a hangsebesség folyamatos rögzítéséhez az óceánokban; ma már több gyakorlati alkalmazása létezik, ezek egyike a szonár.
A kutatási eszközök kifejlesztése mellett az intézet a kormány számára kísérleti laboratórium volt, ahol a gyakorlatban használható eszközöket hoztak létre, például egy fiziológiai vizsgáló berendezést, ami a vérnyomást, a pulzust és a légzést figyelte; szabadon mozgó bójákat, amik mérték a szélsebességet, a légnyomást, a hőmérsékletet, és ezeket az adatokat még hurrikán esetén is továbbítani tudták rádión; egy pénzszámlálót, aminek használatával a kormány évente majdnem negyed millió dollár éves bevételre tett szert.
Talán a legfontosabb új eszköz a számítógép volt. Egy elektronikus számítási projektet hoztak létre a NIST-nél 1946-ban, körülbelül akkor, amikor az ENIAC, az első, általános célú elektronikus számítógép működni kezdett a Pennsylvania Egyetemen. 1947-ben a NIST elkezdte a számítógépek gyártását kormányzati szervek számára. Ezeket a gépeket olyan feladatok meghatározására használták, mint például: egy nukleáris robbanás után mekkora a radioaktív kihullás mértéke. Az intézet saját belső használatra is épített számítógépet. Ez a gép (Standards Eastern Automatic Computer) jól sikerült, a NIST egyik kiemelkedő eredménye volt. A NIST személyzete olyan matematikai algoritmust is kifejlesztett, amivel nagy számú lineáris egyenletrendszert oldottak meg. Ezt az algoritmust 50 évvel később egy számítógépes szaklap „a század 10 legjobb algoritmusa” közé választotta.
A NIST központja továbbra is Washington DC-ben volt, de 1950-re további 23 telephellyel rendelkezett szerte az USA területén. Például négy állomás foglalkozott a cement vizsgálatával (Pennsylvania, Washington, Colorado és Kalifornia államokban). Marylandben és New Jersey-ben egy-egy fegyverkísérleti telep volt; vasúti kocsik tesztjével foglalkoztak Illinois-ban; kilenc kitelepült állomás mérte a rádióhullámok terjedését Alaszka és Hawaii között. További laboratóriumok létesítésének igénye nyomán hozták létre a kriogenikus mérnöki labort és rádiós berendezéseket Boulderben (Colorado állam), egy 89 hektáros területen, amit polgári adományokból kaptak meg.
A NIST kiterjedt kutatásokat folytatott a kezdetektől a föld alatt létrejövő korrózió tanulmányozására. Az ország 128 pontján a legkülönfélébb talajokba ástak el fémmintákat, amiket időről időre kiástak és megvizsgáltak. 1957-re a vizsgálatok eredményét nyilvánosságra hozták. Ez a tanulmány nagy segítséget jelentett azoknak a mérnököknek, akik a korrózió elleni védelmet keresték. Az 1970-es években végzett becslések szerint a háztartásoknak és az iparnak a korrózió évente 70 milliárd dollár kárt okozott. A NIST szakértői nemzetközi segítséget is nyújtottak, például Kuvaitnak a vízcsöveken keletkező lyukak keletkezési okainak feltárásában.
Ahogy új iparágak jöttek létre a háború utáni időszakban, új mérési eljárásokra lett szükség. 1955-ben az intézet elektronikával foglalkozó tudósait azzal a feladattal bízták meg, hogy határozzák meg, mire van szükség a tranzisztorokat gyártó ipar számára. Korán felmerülő probléma volt a szilícium villamos ellenállásának mérése; ennek az értéknek az ismerete kulcsfontosságú volt a félvezetőipar számára a tervezés és a gyártás során is. Az egyes gyárak mérései között olyan nagy volt a különbség, hogy ezek nem is voltak használhatók minőség-ellenőrzésre. A NIST kifejlesztett egy roncsolásmenetes mérési módszert, ami egy nagyságrenddel jobb volt az akkor gyakorlatban használt módszereknél. Ennek nyomán öt ipari szabvány jött létre.
Az intézet alapvető fizikai állandók és jelenségek meghatározásával is foglalkozott. Eljárást dolgoztak ki a neutronforrások neutronáramlásának pontos mérésére. Ennek ismerete fontos volt az atomreaktorok és a neutronsugárzással foglalkozó kutatók számára.
Kifejlesztettek egy apró műszert, aminek az omegatron nevet adták, ezzel a kutatók meg tudták határozni a Faraday-állandó értékét, aminek az amper pontos mérésében volt szerepe.
Az 1950-es években az USA számos helyén építkeztek, magas épületeket emeltek. A NIST az építési technológia számos vonatkozásában szerepet játszott, kidolgoztak új építési eljárásokat, mérték az építmények erősségét, a tűzzel szembeni ellenálló képességet, az akusztikát, a fűtést, a szellőzést és az elektromos berendezéseket.
A hőveszteség elleni szigetelés vizsgálatánál mérték az alumíniumfólia hővisszaverő képességét (ami jónak bizonyult), és ekkor került előtérbe az üveggyapot alkalmazása is.
1957-ben a NIST koordinálta a „nemzetközi geofizikai év” adatgyűjtését, amiben mintegy 20 000 kutató vett részt 67 országból a Föld és a légkör tanulmányozásában. Az évet részben a napfoltok maximális száma miatt választották ki. Az intézet kapott megfigyeléseket vizuális, optikai, fénykép, fotometrikus és rádiós spektrum formájában is. Vizsgálták az ionoszféra és a rádiós hullámterjedés állapotát is.

### Az űrkorszak
Az 1960-as évek az USA-ban a társadalmi forrongások, a polgárjogi mozgalmak, a politikai gyilkosságok, a vietnámi háború, és a háborúellenes megmozdulások évei voltak. A tudomány számára ez aranykorszak volt, amit a bőséges anyagi támogatás, a széles ipari és polgári támogatás jellemzett. 1957-ben a Szputnyik–1 felbocsátása elindította a nemzetközi űrversenyt. Megalakult a National Aeronautics and Space Administration (NASA), és 1961 májusában John F. Kennedy amerikai elnök elkötelezte magát amellett, hogy az évtized végéig ember szálljon le a Holdra, és onnan biztonságosan térjen vissza a Földre.
Az amerikai űrprogram újfajta méréseket igényelt, például szükséges volt tudni, hogy az üzemanyag milyen tolóerőt állít elő; milyen hatása van a hőmérséklet és a nyomás hirtelen megváltozásának az űrhajó szerkezetére. A NIST ezekkel a problémákkal már az amerikai hadsereg 1940-es évekbeli szuperszonikus repülési kísérletei óta foglalkozott.
A méréstartományt az 1950-es években kiterjesztették, és egészen 3000 °C-ig képesek lettek hőmérsékletet mérni. 1964-re a továbbfejlesztett műszereknek és technikáknak köszönhetően ez felment egészen 20 000 °C-ig.
A rakéták tolóerejének méréséhez hatalmas gépeket építettek, az egyik ilyen például 4,5 meganewtonig tudott mérni és 29,3 méter hosszú volt. A kalibráláshoz használt súly akár 23 tonnás is lehetett. Jelenleg is a NIST rendelkezik a legnagyobb tesztberendezéssel, amivel 53,4 meganewton nyomóerő is mérhető.
Törvény által létrehozták a National Standard Reference Data System-et (ennek a központja a NIST volt), aminek feladata volt a tudomány és az ipar számára fontos kémiai és egyéb anyagok mennyiségének pontos meghatározása.
1960-ban a nemzetközi tudományos világ a hossz meghatározására új szabványt fogadott el, felülírva az addig használt platina-irídium méterrudat a látható fény egy bizonyos frekvenciájának hullámhosszával. (az intézet már az 1940-es években bemutatta a fény hullámhosszának gyakorlati hasznosságát és pontosságát a hossz meghatározásában). Az új módszer atomi tulajdonságokon alapult, és nagy pontossággal reprodukálható volt. Nem sokkal ezután a NIST épített egy automatikus mérőeszközt, egy interferométert a hosszak meghatározására. Ez a kalibrálásra fordított időt és költséget a tizedrészére csökkentette. Az évtized végére a NIST tudósai egy új módszert alakítottak ki a lézerek stabilizálására, ami ezerszeres pontosságot eredményezett a lézerekkel végzett mérésekben.
A nyomóerő mérésére használt tesztberendezéssel például betonoszlopok viselkedését vizsgálták földrengéshez hasonló körülmények között.
A tudomány fejlődése, a katonai és űrhajózási alkalmazások, a kommunikáció robbanásszerű növekedése megkövetelte az idő még pontosabb mérését, amire a NIST-ben 1949-ben létrehozott atomóra már nem volt alkalmas. 1960-ban létrehozták az „NBS II”-nek nevezett atomórát, ami a céziumatom rezgésén alapult, ez lett az amerikai frekvenciaszabvány alapja. Pontossága 1 másodperc eltérés volt 3000 év alatt. Azóta hat további atomóra épült a NIST-ben, amik pontossága egyre jobb lett, a legutolsó csak 20 millió év alatt tér el 1 másodperccel. Ezt a pontosidőt a Naval Observatory szolgáltatja a felhasználók számára.
A NIST 1967-től kezdve nem a csillagászati pontos időt, hanem az atomidőt kezdte használni, amikor a nemzetközi közösség a céziumatom 9 192 631 770 rezgésében határozta meg a másodperc hosszát.
A számítógépek terjedése is szabványok igényét vetette fel. A NIST első ízben 1968-ban adott ki olyan szabványt, ami az információtechnikára vonatkozott. Ez volt az American Standard Code for Information Exchange, ismert rövidítéssel ASCII. Minden szövetségi számítógépnek az 1969-es év után képesnek kellett lennie az ASCII karakterek használatára.
A számítástechnikában és a modellezésben eközben előrelépés történt, ez a NIST számára új feladatokat jelentett. A NIST tanulmányozta a szállítási ismétlődéseket, modellezte a földrengések előrejelzését, segített az amerikai postaszolgálatnak a levélkezelésben és értékelte a hurrikánok előrejelzését.
A fő intézet eközben kinőtte a városias környezetben, régi épületekből álló kampuszát, és egy 227 hektáros egykori farm területére költözött (Gaithersburg, Md.). A Colorado-beli Joint Institute for Laboratory Astrophysics (JILA) a modellje lett a kormányzat és az akadémia közötti együttműködésnek. A NIST és a University of Colorado közös munkája nemzetközi elismerést vívott ki olyan kutatási területeken, mint például az atomfizika.
Az intézet tovább folytatta az ipart támogató kutatásokat. Az Egyesült Államok országútjain akkoriban évente több mint 50 000 haláleset történt. ezért a NIST az autók biztonságával kezdett foglalkozni. Az amerikai autós szövetséggel (Society of Automotive Engineers) együttműködve a NIST meghatározta a fékolajjal és a biztonsági övvel szemben támasztott követelményeket, a meglévő szabványok elfogadásával vagy módosításával. Egy egyedi tesztelőberendezéssel elvégezték a különböző autógumik besorolását a futófelület elhasználódása, a vonóerő, és a hőmérséklettel szembeni ellenállás szempontjából. Az intézet kereste a módját, hogy fejlesszék az ütközési tesztekben használt tesztbábuk dinamikus viselkedését. A továbbiakban az iparban az így kialakított bábuk viselkedését fogadták el.
Fontos előrelépés történt az anyagtudományban is. A NIST tudósai kifejlesztettek egy megbízható módszert a polimerek olvadáspontjának meghatározására, és új elmélettel álltak elő a polimerek kristályosodásához.
1964-ben a NIST/University of California együttműködés keretében megmutatták, hogy stroncium-titanát alkalmazásával szupravezetés jön létre. Ez előrevetítette az 1980-as években végzett, Nobel-díjat kapott kutatást, amit az IBM Corp. két kutatója végzett. Felfedezték, hogy a szupravezetés korábbiakban elképzelhetetlen, magasabb hőmérsékleten is létrejöhet.
Az 1960-as években két fontos változás történt a politikában, amik hosszú távú hatást gyakoroltak a NIST-re is. A Fehér Ház egyik bizottsága támogatni kezdte az új technológiák alkalmazását és bevezetését a polgári életbe. A Kereskedelmi Minisztérium (Department of Commerce) a gazdasági növekedés elősegítésére kereste a módokat a kormányzat számára, amivel a tudomány és a technika eredményeit alkalmazni lehetett. A Kongresszus egyre inkább kezdte figyelembe venni a környezeti hatásokat, olyan törvényeket adott ki, amik a környezetszennyezés különböző formáinak visszaszorítását célozták meg.

### Energia és környezet
A közvélemény támogatása a tudomány felé az 1960-as évek végén, 1970-es évek elején megcsappant. Ebben szerepet játszhatott az USA közreműködése a vietnámi háborúban, ami rengeteg pénzbe került, és annak felismerése, hogy a tudomány önmagában nem fogja tudni megoldani a társadalmi problémákat. A tudósoknak nagyobb hangsúlyt kellett fektetniük a pénzügyi támogatások indoklására és a kutatások társadalmi hasznosságának kiemelésére.
A NIST tevékenységének többsége közvetlenül érintette a közvéleményt ebben az időszakban. A Kongresszus utasítására az intézet tanulmányt készített a metrikus rendszerről (A Metric America - „A metrikus Amerika”) címmel, amiben ajánlásokat fogalmazott meg az önkéntes áttérés megkönnyítésére. Gerald Ford amerikai elnök 1975-ben aláírta az erről szóló törvényt. Az USA kormánya azóta is bátorítja az önkéntes áttérést a metrikus rendszerre.
1970 júliusában a NIST egy részrehajlás nélküli módszert javasolt a hadra fogható fiatalok katonai behívási rendszeréhez. A lakosság biztonsága előtérbe került: foglalkoztak texasi tornádó károkozásával, kaliforniai földrengéssel, és műszaki segítséget nyújtottak a Fogyasztói Termékbiztonság Tanácsának olyan kérdésekben, mint a fekvőpárnák gyúlékonysága, és mik azok a csecsemők által kifejtett toló- húzó- és csavaró mozdulatok, amik bármilyen módon károsak vagy veszélyesek lehetnek.
A NIST nem csak kutatta, hanem alkalmazta is az elméleti kutatási eredményeket a gyakorlati problémák megoldására. Akusztikai kutatások például (amiket évekkel korábban végeztek) olyan vizsgálati módszerhez vezettek, amivel anyaghibákat lehetett roncsolás nélkül megállapítani. Egy olyan építmény, mint például egy autóút felüljárója, folyamatosan mikroszkopikus rezgéseket kelt, amik megfigyelésével az építmény anyagának viselkedésére, kifáradására lehet időben következtetni. Az ezzel foglalkozó csapat három részre bontotta a problémát, és a gyakorlatban használható eszközöket hozott létre: 1. standard hangforrás, 2. elemző számítógépes program a hullámterjedés vizsgálatára szilárd anyagokban, 3. nagy érzékenységű, pontos leképezésű érzékelő. Az eszközök mindegyikét széles körben használják.
A NIST több száz cégnek nyújtott kalibrálási szolgáltatást. Ezen felül, igény szerint a módszer ismertetését is végezte. Az intézet például gyakorlati útmutatót adott egy méréstannal foglalkozó tudósnak, aki ezek alapján boltban kapható anyagokból össze tudott állítani egy berendezést, amivel rendőrségi radarok pontosságának ellenőrzését lehetett elvégezni.
A NIST atomfizikai kutatásokkal is foglalkozott, elsősorban különféle részecskék lézerrel történő hűtésével és befogásával. Az első próbálkozás ionok lehűtésére 1975-ben zajlott le meg egy tudóscsoport által, akik közül egyikük az intézetben dolgozott. Egy másik csoport 1978-ban hajtotta végre az első sikeres próbálkozást. Az 1980-as évek közepére az intézetben dolgozó két másik tudós más módszert alkalmazott atomok lehűtésére, vagyis lelassítására (ezek elektromosan semlegesek voltak, ami másféle technikát igényelt). Ennek kidolgozása előfeltétele volt az atomok „befogásának”. A kutatások nem sokkal később fizikai Nobel-díjhoz vezettek a NIST kutatói számára olyan témában, mint a „lézerrel végzett hűtés és befogás”.
Ebben az időszakban a NIST kutatói az energia és a környezetvédelem problémáira fókuszáltak. Ez főleg az 1973-as olajválság, és néhány környezetvédelmi törvény kiadásának következménye volt, továbbá a közvélemény érdeklődése is megnőtt a környezet megóvásának kérdésében. Az első Föld Napja (Earth Day) 1970-ben lett megtartva. Néhány évvel később már úgy becsülték, hogy az USA a következő 10 évben mintegy 190 milliárd dollárt fog költeni arra, hogy megfeleljen a víz és a levegő minőségére vonatkozó amerikai törvényeknek. A NIST kulcsszerepet játszott ebben a környezetvédelmi mozgalomban, mert a szennyezőanyagok koncentrációját a lehető legpontosabban meg kellett mérni. A NIST tervezési és értékelési szempontokat tett közzé az új épületekhez. Ebben már az energiatakarékosság műszaki szempontjai is benne voltak. Egyes épületeknél 59% energiát sikerült megtakarítani. Egy tanulmány szerint, ami 1975 és 1984 között vizsgálta a NIST ajánlásainak hozzájárulását az energiaköltségek csökkentésében az egyedül álló családi házaknál, ez 919 millió dollárra adódott 1975-ös árakon (1995-ös árakon 2,6 milliárd dollár).
Egy másik projektben a NIST kifejlesztett egy tesztelési és besorolási eljárást a háztartásban található nagyobb elektromos fogyasztók számára. Ezzel a kisebb energiafelhasználású berendezések fejlesztését tudták elősegíteni, továbbá szabványokat az Energiaügyi Minisztérium számára.
A környezet kutatása kiterjedt a levegő, a víz, a föld és az élő organizmusok területére. Létrehoztak egy hordozható berendezést, amivel a korábbiaknál kétszer érzékenyebben tudták vizsgálni az elektromágneses interferenciákat. Ezzel a meglévő berendezések kibocsátást tudták meghatározni, illetve a biztonságos energiaszinteket megállapítani az iparban dolgozó munkások számára.
Különféle berendezéseket fejlesztettek az autóipar kibocsátásainak mérésére. Számítógépes modellt alkottak a folyókban történő halfogások elősegítésére. A modell részletes adatokat szolgáltatott a környezeti és biológiai hatásokról a lazacfogás tekintetében.
A környezetvédelem másik területén a NIST bevezette a standard hivatkozási anyagok listáját, hogy ezzel segítse a környezet radioaktív szennyezésének mérését. Ez nemzeti és nemzetközi vonatkozásban is vezető törekvésnek számított.
A NIST ugyancsak létrehozott egy biológiai figyelőrendszert az amerikai Környezetvédelmi Ügynökséggel együttműködve. Több ezer példányt tároltak a tengeri kagylóktól kezdve az emberi májig bezárólag, amiket folyékony nitrogénben tartósítottak. Ezeket elemezték és mérték a változás mértékét a kémiai és egyéb szennyeződések hatására.

### Új irányok
Bár a tudomány és a technológia értéke megkérdőjelezhetetlen, az adófizetők számára mutatni kellett azt az értéket, amit létrehoztak. Az 1980-as években az amerikaiak egyre fontosabbnak tartották a pénzzel való törődést. A NIST kutatók hozzájárultak az orvosi és sebészeti szabványok kifejlesztéséhez. 1981-ben jelent meg az első jelentés a NIST gazdasági hatásáról. Egy tanácsadó szerint az 1970-es években a félvezetőipar megbízhatósága jelentősen nőtt, és csökkentek a költségek. A tanulmány megállapítása, hogy a méréstechnikai program évi 30-50 millió dollár hasznot hozott a félvezetőipar számára az 1970-es években. Azóta több mint 20 gazdasági elemzés zajlott le a NIST laboratóriumi programjai kapcsán, amik a befektetések megtérülését mutatták be.
A NIST kidolgozott egy eljárást az atommeghajtású tengeralattjárók zajának csökkentésére. Ebben robotok végezték el a munkát 30 perc alatt, ami korábban emberi közreműködéssel 17 óráig tartott.
A „biotechnológia” elterjedt kifejezéssé vált az 1980-as évekre. A DNS-azonosítás is lehetővé vált. A NIST, a University of Maryland, és a Montgomery County, Md. létrehozták a Center for Advanced Research in Biotechnology (CARB) intézetet, ami fehérjekutatással foglalkozott.
Az űrkutatás új fejlődésnek indult az újrafelhasználható űrsikló használatával, ami először 1981-ben állt üzembe. A NIST közreműködött az első, űrben előállított termék értékesítésében, ami egy mérőeszköz volt. Apró polisztirol gömbök milliói (amik méretben és alakban egymáshoz igen hasonlóak voltak) jöttek létre az alacsony gravitációs környezetben. Ezeket mint standard anyagokat használta az orvosi ipar, a környezetvédelem és az elektronikai ipar. Ezek például felhasználhatók a vörösvérsejtek megszámolásához.
Egy másik projekt volt a radiometrikus (optikai) kalibrálás, amit a Hubble űrtávcsövön végeztek, ami 1990-től kezdett működni.
A Földön az optikai szálas technológia kezdett megjelenni a kommunikációs rendszerekben, amivel sokkal több adatot tudtak továbbítani, mint a hagyományos rézvezetékes rendszereken.
1988-ban az intézet nevét megváltoztatták National Bureau of Standards-ról a jelenleg is érvényben lévő National Institute of Standards and Technology-ra.

### A gazdasági fejlődés elősegítése
A technológia újra megmutatta hasznosságát az amerikai nemzet biztonsága terén az 1990-es években, amikor az USA az Öbölháborúban felhasználta. Ennél is jelentősebb volt a gazdasági növekedésre gyakorolt hatása, amikor például az „internet” és a „grafikus böngésző” megjelentek a köztudatban. A NIST részt vett a számítógépes biztonsági szabványok kidolgozásában.
A polgári technológiák fejlesztése felgyorsult az 1990-es években. Vezető közgazdászok szerint az USA gazdasági növekedése legalább felerészben a technológia fejlesztése miatt következik be. A kormányzatnak a tudományt és a kutatást támogató módszere is módosult. Az alapkutatások, a katonai kutatások és a világűr kutatásának támogatása helyett nagyobb mértékben támogatják a kereskedelmi alkalmazásra még nem eléggé érett technológiák kutatását is.
Az elektronika és az információs rendszerek területén kívül több más technológia is kiemelt, „kritikus”, „stratégiai” besorolást kapott az amerikai kormányzat részéről. Ezek között van az energiaszektor, a környezetvédelem, a gyártás, az egészségügy, a biotechnológia, az alapanyagok és a szállítás. A NIST ezek kutatásában és fejlesztésében folyamatosan részt vesz.
A 20. század végén az USA-ban több mint 700 szövetségi laboratórium működött.
A NIST több mint 800 szabványügyi bizottságban képviselteti magát.